# Planeta mutantů
Planeta mutantů (v anglickém originále Mutant Planet) je šestidílný americký dokumentární cyklus z roku 2010. Popisuje různé oblasti Země, tvory, kteří zde žijí a též historii daného místa. Vyrobila jej televize Science Channel a premiéru měl 4. prosince 2010. Druhá řada tohoto oceněného seriálu vychází v roce 2014.

## Seznam dílů

### První řada
1. Nový Zéland
2. Austrálie
3. Brazilské Cerrado
4. Jezera v příkopové propadlině v Africe
5. Madagaskar
6. Japonsko

### Druhá řada
1. Albertinský příkop v Africe
2. Borneo
3. Indie
4. Namibie
5. Střední Amerika
6. Čína